# 穆罕默德五世广场
穆罕默德五世广场（Place Mohammed-V）是巴黎第五区的一个矩形广场。长75米，宽40米。圣伯纳德堤岸（Quai Saint-Bernard）和圣伯纳德路（Rue des Fossés-Saint-Bernard）交汇于此。

## 交通
穆罕默德五世广场附近有勒莫万枢机站（Cardinal Lemoine，10号线）和旭利-莫隆站（Sully-Morland，7号线）。

## 名称
穆罕默德五世广场得名于摩洛哥国王穆罕默德五世 (1909-1961) 

## 历史
广场命名于2002年8月26日。

## 建筑
- 阿拉伯世界研究所（Institut du monde arabe）入口
- 巴黎第六大学朱西厄校区入口
- Mona Saudi 雕像 (1987)，约旦的礼物